# Raon-l'Étape
Raon-l'Étape là một xã nằm ở tỉnh Vosges trong vùng Grand Est của Pháp. Xã này có diện tích 23,71 kilômét vuông, dân số năm 2005 là 6708 người. Xã này nằm ở khu vực có độ cao trung bình 291 m trên mực nước biển.
Dân địa phương tiếng Pháp gọi là Raonnais.

## Biến động dân số

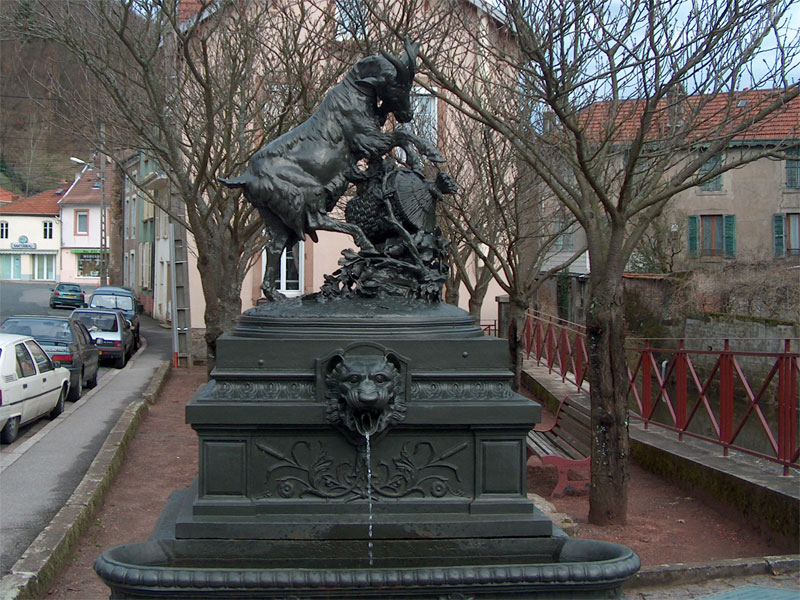
Fontaine La Chèvre

| 1947                                         | 1962 | 1968 | 1975 | 1982 | 1990 | 1999 | 2005 |
| -------------------------------------------- | ---- | ---- | ---- | ---- | ---- | ---- | ---- |
| 6331                                         | 7606 | 7696 | 7741 | 7039 | 6780 | 6749 | 6708 |
| Số liệu từ năm 1962: Dân số không tính trùng |      |      |      |      |      |      |      |